# Guérin Van de Vorst
Guérin Van de Vorst est un réalisateur et scénariste belge.

## Biographie
Il a étudié la réalisation à la section cinéma de l’IAD (Institut des arts de diffusion), promotion 2004.

## Filmographie

### Comme réalisateur

#### Courts métrages
- 2010 : Putain Lapin
- 2012 : La part sauvage
- 2013 : BXLx24 #3 (documentaire)
- 2014 : Osez la Macédoine
- 2016 : Ulysse (documentaire)

#### Longs métrages
- 2017 : La Part sauvage

### Comme scénariste

#### Courts métrages
- 2010 : Putain Lapin
- 2012 : La part sauvage
- 2014 : Osez la Macédoine

#### Longs métrages
- 2017 : La Part sauvage